# Jaime Pi y Suñer
Jaime Pi y Suñer (Rosas, 1851-1897) fue un médico, catedrático universitario y académico español, padre de Augusto, Carlos y Santiago. Al estar casado con Carolina Suñer, el padre y los hijos tenían los mismos apellidos.

## Biografía
Estudió en Figueras en el IES Ramon Muntaner. Se licenció en medicina en la Universidad de Barcelona y se especializó en la Universidad Central de Madrid en 1874. Después regresó a Barcelona, y comenzó su carrera como médico en el Hospital de la Santa Cruz. En 1883 fue nombrado profesor clínico de la Facultad de Medicina y catedrático de Patología General de la Universidad de Barcelona, donde dio un impulso decisivo a la enseñanza clínica, que desarrollarían más tarde sus hijos.
Era íntimo amigo de Ramón Turró, que dejó el periodismo en Madrid cuando le nombraron ayudante de la cátedra de Pi y Suñer para el desarrollo de la investigación científica para el laboratorio. Fue miembro de la Real Academia de Medicina de Cataluña, cofundador de la Academia de Ciencias Médicas (posteriormente, Academia de Ciencias Médicas de Cataluña y Baleares) y formó parte del comité de redacción de la Gaceta Médica Catalana, donde publicó la mayor parte de su trabajo.

## Obras
- Doctrina moderna del edema (1886)
- Problema actual de la Patología (1896)